# کنت‌نشین رودز

نشان کنت‌نشین رودز

کنت‌نشین رودز (انگلیسی: County of Rodez)، یکی از کنت‌نشین فرانسوی در جنوب غرب فرانسه که تیول کنت‌نشین تولوز بود. مرکز این کنت‌نشین شهر رودز است که مرکز تروبادور در طی قرون وسطی بود.